# Willem Antonie van Deventer

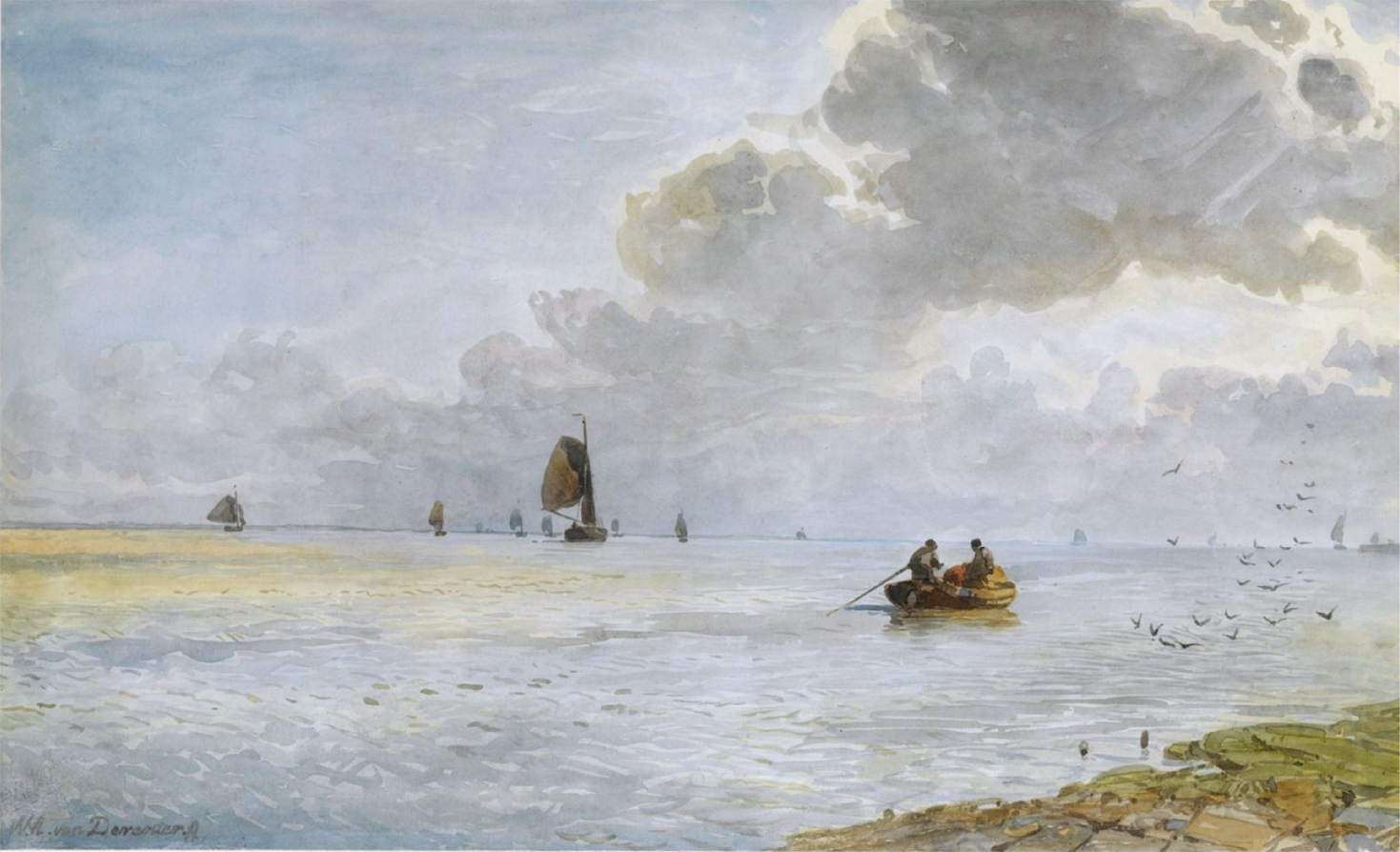
Zeilvaart voor de kust (Willem Antonie van Deventer)

Willem Antonie van Deventer (Den Haag, 30 juni 1824 – aldaar, 27 mei 1893) was een Nederlands kunstschilder, tekenaar, aquarellist, etser en lithograaf.
Van Deventer kreeg zijn eerste schilderlessen van zijn oom Hendrik van de Sande Bakhuyzen, net als zijn broer Jan Frederik van Deventer, die landschapschilder was. Daarna bezocht hij van 1843 tot 1846 de Haagse Akademie van beeldende kunsten, waar de marineschilders Sam Verveer en Antonie Waldorp les gaven. Ook volgde hij een opleiding aan de Academie voor Beeldende Kunsten in Amsterdam. In 1844 maakte hij op uitnodiging van de Koninklijke Marine een reis van vijf maanden in de Middellandse Zee.
Van Deventer had verschillende bekende schilders als vrienden, waaronder Jacob Maris, Willem Roelofs en Jan Weissenbruch. In 1847 richtte hij samen met onder meer hen de Pulchri Studio op.
Zijn specialiteiten waren landschappen, riviergezichten, strandgezichten, havengezichten, scheepsafbeeldingen en stadsgezichten. Opgeleid in de romantische traditie, werd hij een realistisch kunstschilder met een helder palet en vrije toets. Hij werkte enkele jaren in Amsterdam, maar vertrok in 1862 weer naar Den Haag. In het Rijksmuseum in Amsterdam, Teylers Museum in Haarlem, het Kröller-Müller Museum in Otterlo en Museum Boijmans van Beuningen in Rotterdam is werk van hem aanwezig.